# Stina Berge
Kristina "Stina" Berge, född 16 oktober 1958, är en svensk sångare, låtskrivare och författare, känd från punkbandet Pink Champagne.
Tillsammans med fyra andra kvinnor ingick hon i punkbandet Kasern 9, men när Kajsa Grytt hoppade av ändrades namnet till Pink Champagne. Bandet gav ut två album, Vackra pojke! (1981) och Kärlek eller ingenting (1983). Därefter upplöstes bandet och medlemmarna gick åt olika håll.
Stina Berge regisserade några filmer och skrev några barn- och mammaböcker. Om tillkomsten av godnattsagan Va säger du nu då har hon berättat i Svensk bokhandel nr. 16/2002 (Debutanter 2002, Barnboksnumret), sid. 24.
Stina Berge började spela solo år 2005, och år 2008 släppte hon sitt första soloalbum Stina & Kärleken.
Hösten 2009 började Stina Berge göra korsord, ett samarbete med H C Nygårdh.
27 oktober 2010 kom hennes andra soloalbum, STINA, även kallat "Pärlplattan".

## Filmografi
- 1988 – Promenaden (manus, musik och regi)
- 1991 – Vinga på villovägar (musik)
- 1998 – Lilla skräckfilmpaketet (regi)
- 1998 – Skorstensspöket och andra läskigheter (regi)

## Diskografi
Album
- 2007 – Stina Berge & Kärleken (självutgivet mini-album)[2]
- 2008 – Stina & Kärleken (BALL / Border)
- 2010 – STINA (BALL / Border)

### Fotnoter
1. ↑  ”Stina och Hans-Christian fann kärleken via radion - P4 Sörmland”. sverigesradio.se. Sveriges Radio. http://sverigesradio.se/sida/artikel.aspx?programid=87&artikel=6819048. Läst 22 december 2017.
2. ↑  Stina Berge & Kärleken på Discogs